# Punto morto

Animazione del moto di un pistone

Con punto morto si indicano i due punti estremi in cui il pistone dei motori a combustione interna volumetrici alternativi si arresta e inverte la corsa, quest'arresto si presenta ogni qualvolta l'asse del perno di manovella incrocia l'asse del cilindro.

## PMS e PMI
I punti morti, che sono due, vengono chiamati a seconda della loro disposizione spaziale, punto morto superiore o punto morto inferiore, spesso indicati con le abbreviazioni PMS e PMI.
La definizione superiore o inferiore è riferita alla testata del motore: il punto morto superiore è il punto in cui il pistone è più vicino alla testata, mentre il punto morto inferiore è il punto in cui il pistone è più lontano dalla testata.

## Utilizzo
Il PMS è normalmente il punto di riferimento per la messa in fase dei motori a combustione interna volumetrici alternativi in quanto è considerato come l'angolo 0 dell'albero motore rispetto al cilindro di riferimento.
Il punto morto superiore è di estrema importanza nella messa in fase del motore alternativo in quanto si ha il riferimento di quando far scoccare la scintilla nel motore ad accensione comandata o iniettare il carburante nei motore ad accensione spontanea.
Può essere utilizzato per calcolare la corsa, dato che è matematicamente definita come la distanza percorsa dal pistone per passare dal PMI al PMS.